# Anthrenus nocivus
Anthrenus nocivus is een keversoort uit de familie spektorren (Dermestidae). De wetenschappelijke naam van de soort werd in 1870 gepubliceerd door Étienne Mulsant & Godart.